# Judith Chapman
Judith Chapman (née Judith Shepard le 15 novembre 1951 à Greenville, en Caroline du Sud) est une actrice américaine connue des Soap Operas. Elle est apparue dans une douzaine de daytime dramas depuis le milieu des années 70. Son premier rôle était celui de Natalie Bannon Hughes dans As the World Turns, un rôle qu'elle a joué de 1975 à 1978 et a eu la réputation de "Méchante Natalie" à cause du tempérament de son personnage.

## Biographie
Commençant en janvier 2005, Chapman rejoint la distribution de Les Feux de l'amour pour remplacer Joan Van Ark dans le rôle de Gloria Fisher.
Un nombre important d'actrices, comme Ilene Kristen ou Donna Mills, ont passé l'audition mais après une simple lecture avec l'acteur Christian LeBlanc (qui joue Michael, le fils de Gloria) les producteurs ont tout de suite engagé Judith.
Elle est la fille du Général retraité de l'US Air Force, Général Leland C. Shepard Jr., elle a eu une longue carrière dans les films et à la télé et s'est mise récemment à travailler comme actrice et directrice dans plusieurs productions théâtrales primées. Son plus récent rôle dans un film est la mère de Judy, en 2002 dans la comédie romantique, La chose la plus agréable.
Elle est aussi une fan de yoga et instructrice, directrice de théâtre, comédienne et restaurateur. Elle était copropriétaire de "St. James at The Vineyard" un restaurant côté, spécialisé dans la cuisine du Nouveau Monde à Palm Springs, Californie.
Elle a été mariée durant 23 ans à James Offord, aujourd'hui décédé.
Le 20 novembre 2005, elle reçoit un « Lifetime Achievement Award » de la part de la « Desert Theatre League » (DTL)) à la 18e cérémonie de la DTL au Riviera Resort à Palm Springs.
Elle était aussi une guest star dans 2 épisodes de Magnum, P.I. The Black Orchid dans la saison une et The Woman on the Beach dans la saison 2. Un sondage non officiel des fans des séries préférées, la classe #27 et #23 en janvier 2008.
Elle est aussi apparue dans 3 épisodes d'Arabesque.

## Filmographie[1]
- 1965-1991, 2018, 2019 et 2024 Des jours et des vies (Days of Our Lives) créée par Ted Corday, Betty Corday, Irna Phillips et Alan Chase (série télévisée, 108 épisode) : Anjelica Deveraux / Diane Colville
- 1975-1978 : As the World Turns créé par Irna Phillips (soap opera) : Natalie Bannon Hughes
- 1976 : Kojak créée par Abby Mann (série télévisée, 1 épisode, A Summer Madness) : Gretchen Hodges
- 1977 : False Face de John Grissmer : Heather/Jane
- 1978 : L'Île fantastique (Fantasy Island) créée par Gene Levitt (série télévisée, 1 épisode, The Beachcomber/The Last Whodunit) : Evelyn Wallace
- 1978 : Barnaby Jones (série télévisée, 1 épisode, The Picture Pirates) : Rita Lockwood
- 1979 : The Paper Chase (série télévisée, 1 épisode, Once More with Feeling) : Amelia Hutton
- 1980 : Nick and the Dobermans de Bernard L. Kowalski (téléfilm) : Barbara Gayton
- 1980 : L'Incroyable Hulk (The Incredible Hulk) adaptée par Kenneth Johnson (série télévisée, 1 épisode, Sideshow) : Nancy
- 1980 : B.J. and the Bear (série télévisée, 1 épisode, Through the Past, Darkly) : Pamela Gerard
- 1980 : Buck Rogers au XXVe siècle (Buck Rogers in the 25th Century) créée par Glen A. Larson et Leslie Stevens (série télévisée, 1 épisode, Olympiad) : Lara Teasian
- 1980 : Family (série télévisée, 1 épisode, Play on Love) : Jo Hamlin
- 1980 : Beyond Westworld (série télévisée, 1 épisode, Westworld Destroyer) : Laura Garvey
- 1980 : Galactica 1980 créée par Glen A. Larson (série télévisée, 1 épisode, The Return of Starbuck) : Angela
- 1980 : The Misadventures of Sheriff Lobo (série télévisée, 1 épisode, Orly's Hot Skates) : Peggy Wilson
- 1981 : Flamingo Road créé par Rita Lakin (série télévisée, 2 épisodes) : Terry Walker
- 1981 : Inmates: A Love Story de Guy Green (téléfilm) : Leslie
- 1981 : La croisière s'amuse (The Love Boat) créée par Aaron Spelling (série télévisée, 1 épisode, Lady from Sunshine Gardens/Eye of the Beholder/Bugged) : Nancy Atwell
- 1981 : En plein cauchemar (The Five of Me) de Paul Wendkos (téléfilm) : Sally
- 1981 : Magnum (Magnum, P.I.) créée par Glen A. Larson et Donald P. Bellisario (série télévisée,(s1e16) 2 épisodes) : Louise DeBolt Jackson et Sara Clifford/Lisa Page
- 1981 : Fitz and Bones (série télévisée, 1 épisode) : Clementine
- 1982 : Darkroom créée par Richard Levinson et William Link (série télévisée, 1 épisode, The Rarest of Wines) : Pamela
- 1982 : La Loi selon McClain (McClain's Law) (série télévisée, 1 épisode, A Matter of Honor)
- 1982 : Farrell for the People de Paul Wendkos (téléfilm) : Victoria Walton-Mason
- 1982 : K 2000 (Knight Rider) créée par Glen A. Larson (série télévisée, 1 épisode, Inside Out) : Linda Elliott
- 1982 : Désir (Desire) de Eddie Romero : Julie Seaver
- 1981-1983 : L'Homme qui tombe à pic (The Fall Guy) créée par Glen A. Larson (série télévisée, 4 épisodes) : Kay Faulkner
- 1983 : Simon et Simon (Simon & Simon) créée par Phillip DeGuere (série télévisée, 1 épisode, What's in a Gnome?) : Denise Carroll
- 1983 : Le Retour des agents très spéciaux (The Return of the Man from U.N.C.L.E.: The Fifteen Years Later Affair) de Ray Austin (téléfilm) : Z-65
- 1983 : Trapper John, M.D."  (série télévisée, 1 épisode, The Final Cut) : Dr. Robin Yaeger
- 1983 : Les Enquêtes de Remington Steele (Remington Steele) créée par Michael Gleason et Robert Butler (série télévisée, 1 épisode, My Fair Steele) : Samantha Donahue
- 1983 : Ryan's Hope (soap opera) : Charlotte Greer
- 1984-1986 : Hôpital central (General Hospital) créé par Frank Hursley et Doris Hursley (série télévisée) :Ginny Blake Webber
- 1987 : Les Routes du paradis (Highway to Heaven) créée par Michael Landon (série télévisée, 1 épisode, A Mother and a Daughter) : Gail Hall
- 1987 : Outlaws (série télévisée, 1 épisode, Independents)
- 1987 : Stingray (série télévisée, 1 épisode, Caper) : Carla
- 1987 : On ne vit qu'une fois (One Life to Live) créé par Agnes Nixon (série télévisée) : Sandra Montaigne
- 1988 : And God Created Woman de Roger Vadim : Alexandra Tiernan
- 1988 : MacGyver créée par Lee David Zlotoff (série télévisée, 1 épisode, Kill Zone) : Dr. Sandra Millhouse
- 1988 : The Law and Harry McGraw (série télévisée, 1 épisode, Maginnis for the People) : Audrey Stivic
- 1989 : Dans la chaleur de la nuit (In the Heat of the Night) créée par John Ball (série téléviséed'après le film homonyme de Norman Jewison, 1 épisode, Sister, Sister) : Charlotte Sinclaire
- 1989 : Chameleons de Glen A. Larson (téléfilm) : Lainie Roberts
- 1991 : Dead Space (en) de Fred Gallo : Stote
- 1991 : Matlock créée par Dean Hargrove (série télévisée, 1 épisode, The Accident) : Miss Radovich
- 1987, 1990 et 1992 : Arabesque (Murder, She Wrote) créée par Peter S. Fischer, Richard Levinson et William Link (série télévisée, 3 épisodes) : Dr. Jayne Honig, Karen Davies, Harriet Simmons Wooster
- 1992 : Le Juge de la nuit (Dark Justice) créée par Jeff Freilich (série télévisée, 1 épisode, Shrink)
- 1993 : Feu sur l'Amazone (Fire on the Amazon) de Luis Llosa : Sandra
- 1994 : Désigné pour tuer (Night of the Running Man) de Mark L. Lester : Roz Chambers
- 1994 : Attente mortelle (ou Phase terminale,titre original Mortal Fear, titre québécois Danger mortel) de Larry Shaw (téléfilm)
- 1998 : Mission Scorpio One (Scorpio One) de Worth Keeter : Gibson
- 1992-1999 : Les Dessous de Palm Beach (Silk Stalkings)) créée par Stephen J. Cannell (série télévisée, 5 épisodes)
- 2000 : 28 jours en sursis (28 Days, titre québécois 28 jours) de Betty Thomas : Deirdre
- 2002 : Allumeuses! (The Sweetest Thing, titre québécois Bonjour l'amour) de Roger Kumble : mère de Judith
- 2005-2018, 2020-2023 : Les Feux de l'amour (The Young and the Restless) créé par William Joseph Bell et Lee Phillip Bell (série télévisée) : Gloria Simmons Fisher Bardwell
- 2021 : La Méthode Williams (King Richard) de Reinaldo Marcus Green : Nancy Reagan

## Source
- (en) Cet article est partiellement ou en totalité issu de l’article de Wikipédia en anglais intitulé « Judith Chapman » (voir la liste des auteurs).